# アンリ・フルネ

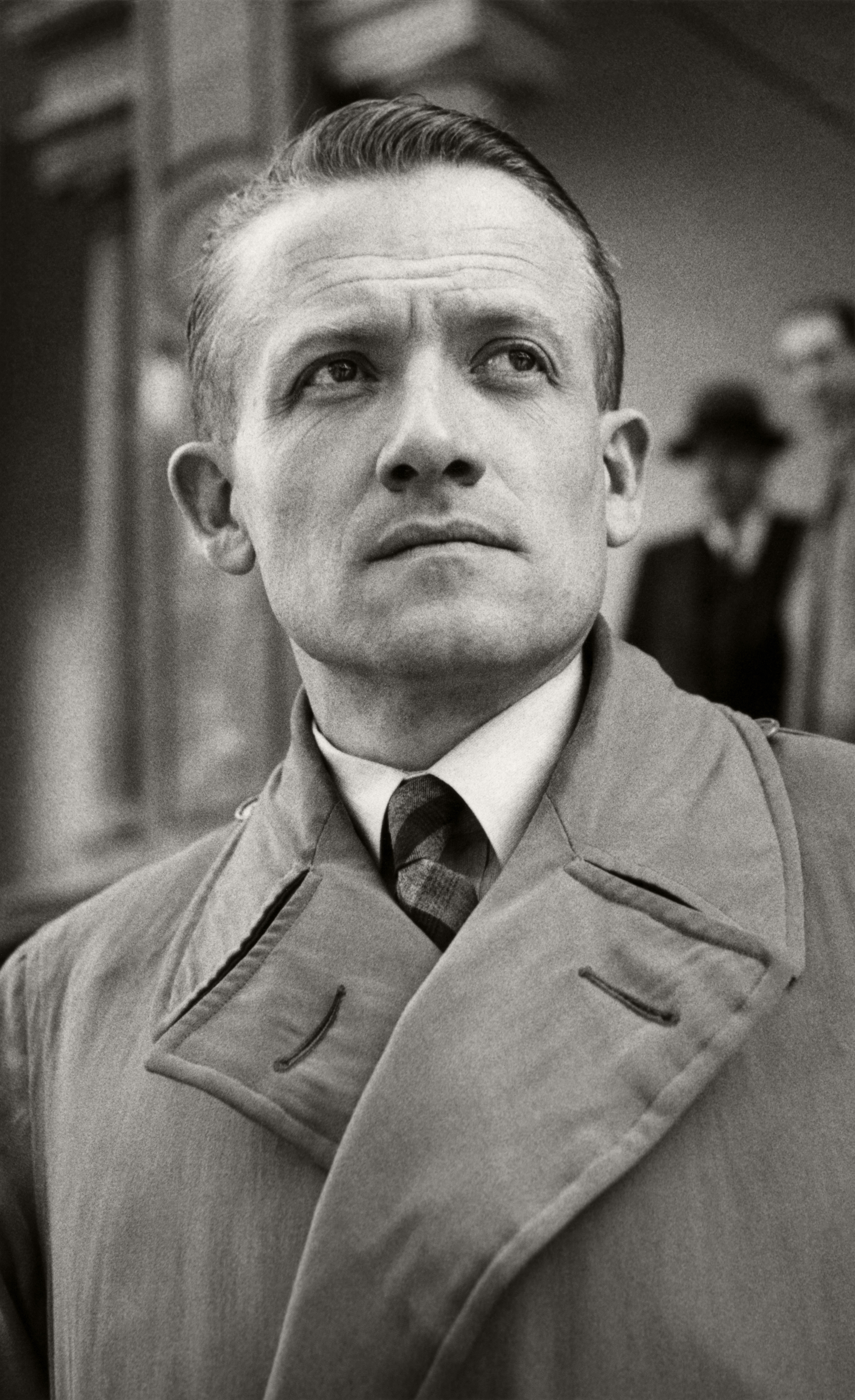
Henri Frenay.

アンリ・フルネ（Henri Frenay, 1905年11月19日 - 1988年8月6日）はフランスのレジスタンス運動の活動家。陸軍士官学校、陸軍大学校を卒業した後、ドイツ研究所（ストラスブール）でも学んだドイツ通であった。いったん捕虜になり、のち脱走して休戦軍に復帰した。